# Сакирио
Сакирио (груз. საქირიო) — село в Грузии, на территории Хобского муниципалитета края (мхаре) Самегрело-Верхняя Сванетия.

## География
Село находится в западной части Грузии, на расстоянии приблизительно 6 километров (по прямой) к северо-западу от города Хоби, административного центра муниципалитета. Абсолютная высота — 140 метров над уровнем моря.

## Население
По результатам официальной переписи населения 2014 года, в Сакирио проживало 409 человек (208 мужчин и 201 женщина). В национальной структуре населения грузины составляли 99,3 %, украинцы — 0,7 %.
| Год  | Население, человек |
| ---- | ------------------ |
| 2002 | 675                |
| 2014 | ↘ 409              |